# Осен, Августа
Августа Осен (норв. Augusta Aasen, 19 мая 1878, Намсус — 4 августа 1920, Москва) — деятель норвежского и международного рабочего и коммунистического движения.

## Биография
Родилась в городе Намсусе на берегу Норвежского моря.
Окончила педагогическую семинарию в Левангере.
В 1908-11 годах член городского управления Тронхейма.
В 1912-14 годах секретарь Норвежского социал-демократического молодёжного союза.
Одна из организаторов в Скандинавии движения солидарности с Советской Россией.
Участница 2-го конгресса Коминтерна и 1-й Международной конференции женщин-коммунисток в Москве.
2 августа 1920 года во время авиационного праздника на Ходынском поле в Москве она была сбита, когда садилась в самолёт, крылом потерпевшего аварию аэроплана. Через два дня скончалась.
Похоронена у Кремлёвской стены.